# اچ‌۲‌او (کارساز وب)
اچ۲او (به انگلیسی: H2O web server) یک نرم‌افزار وب سرور آزاد و متن‌باز است. این کارساز وب به زبان سی نوشته شده است، و تحت پروانه ام‌آی‌تی توزیع می‌شود.

## بررسی اجمالی
این نرم‌افزار بر اساس HTTP / 2 و TLS طراحی شده است و با حداکثر استفاده از فناوری های HTTP / 2 مانند اولویت بندی و فشار سرور، عملکرد بهتری نسبت به نرم‌افزارهای وب سرور معمولی مانند انجین‌اکس به دست می‌آورد. 

## ویژگی ها
اچ۲او دارای ویژگی های کلیدی زیر است: 
- پشتیبانی از HTTP / 1.0 و HTTP / 1.1
- پشتیبانی از HTTP / 2
  - پشتیبانی کامل از وابستگی و اولویت بندی مبتنی بر وزن با اصلاحات سمت سرور
  - فشار سرور از حافظه پنهان آگاه است
- پشتیبانی از HTTP / 3 (آزمایشی)
- TCP سریع باز
- پشتیبانی از TLS
  - از سرگیری نشست (مستقل و مم‌کشد)
  - بلیط های جلسه با چرخش خودکار کلید
  - چسباندن OCSP خودکار
  - محرمانگی پیشرو و مجموعه رمزگذاری سریع AEAD
  - محافظت از کلید خصوصی با استفاده از تفکیک امتیاز
- ارائه فایل استاتیک
- پشتیبانی از FastCGI
- پروکسی معکوس
- اسکریپت نویسی توسط ام‌روبی (مبتنی بر رک)
- راه اندازی مجدد زیبا و ارتقاء خود

## تاریخچه
در ژوئیه ۲۰۱۴، اچ۲او توسط کازوهو اوکو به عنوان یک سرور بازی موبایل در داخل DeNA شروع به کار کرد.  نسخه اولیه در دسامبر ۲۰۱۴ و اولین نسخه پایدار در فوریه ۲۰۱۵با نهایی شدن مشخصات HTTP / 2 منتشر شد. 